# Raísa Gorbachova
Raísa Maksímovna Gorbachova (en ruso Раи́са Макси́мовна Горбачё́ва, apellido de soltera: Titarenko (Титаре́нко); Rubtsovsk, 5 de enero de 1932-Münster, 20 de septiembre de 1999) fue una filántropa, conocida por ser la esposa de Mijaíl Gorbachov, quien fue presidente de la Unión Soviética. Fue creadora de fundaciones para la preservación de la herencia cultural rusa y la educación de los nuevos talentos, así como para los programas de tratamiento de cáncer a los niños.

## Biografía
Raisa Maximovna Titarenko nació el 5 de enero de 1932 en la ciudad de Rubtsovsk, en la región siberiana de Altái. Era la mayor de los tres hijos de Maksím Andréyevich Titarenko, un ingeniero ferroviario originario de Chernígov, Ucrania, y de su esposa Aleksandra Petrovna Porada, nacida en Veseloyarsk, Siberia. Raísa tuvo dos hermanos: un varón, Yevgueni, y una mujer, Liudmila. También tuvo un hermano adoptivo, un niño español llevado desde España durante la guerra civil española, que la llamaba Ramona. Pasó su infancia en la región de los Montes Urales, y se encontró con quien fue su futuro marido, Mijaíl Gorbachov, mientras estudiaba filosofía en la Universidad Estatal de Moscú.
Se casaron en septiembre de 1953 y, tras graduarse, se trasladaron a la región natal de su esposo, Stávropol, en el sur de Rusia. Allí enseñó filosofía marxista-leninista y defendió su tesis de investigación sociológica sobre la vida en los koljoses. Tuvo una hija, Irina Mijáilovna (nombre de casada: Virganskaya), el 6 de enero de 1957. Cuando su esposo regresó a Moscú como funcionario ascendente del Partido Comunista Soviético, Gorbachova ocupó el puesto de profesora en su alma mater, la Universidad Estatal de Moscú. Dejó el puesto cuando su esposo se convirtió en Secretario General del Partido Comunista de la Unión Soviética en 1985. 
Sus apariciones públicas al lado de su marido como primera dama fueron una novedad en su país y contribuyeron en gran medida a humanizar la imagen del país. Fue una de las pocas esposas de líderes del partido comunista que tuvo un alto perfil público propio. Su personalidad y estilo dinámicos atrajeron el interés y la atención de los observadores y medios occidentales. Esto contribuyó a disipar la opinión del país como «Imperio del Mal» de la propaganda antisoviética del entonces presidente de Estados Unidos, Ronald Reagan. Destacó desde 1989 por sus generosas contribuciones para la atención de los niños enfermos de leucemia en Rusia.

El 1 de junio de 1990, Gorbachova acompañó a la primera dama estadounidense Barbara Bush al Wellesley College de Massachusetts. Ambas mujeres hablaron ante la clase graduada durante el servicio de graduación, abordando el papel de la mujer en la sociedad moderna. Todas las cadenas de televisión estadounidenses cubrieron los discursos en directo; CNN ofreció cobertura en directo por cable en todo el mundo. Los acontecimientos del golpe de Estado soviético de 1991, que intentó derrocar a su esposo, dejaron una cicatriz duradera en Gorbachova, que sufrió un derrame cerebral leve el último día. La agitación política que siguió empujó a los Gorbachov a la sombra.

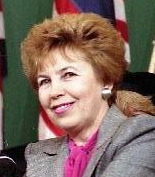
Raísa Gorbachova.

## Filantropía
En 1989, tras una alocución personal del profesor Rumyantsev y otras personas, Gorbachova contribuyó con 100 000 dólares a la organización benéfica «Asociación Internacional de Hematólogos del Mundo para los Niños». Ésta y otras donaciones recaudadas por el matrimonio Gorbachov ayudaron a comprar equipos para bancos de sangre y a formar a médicos rusos en el extranjero.
En 1997 fundó el Club Raisa Maksimovna, destinado a impulsar la participación de las mujeres en la política. También trabajó para sensibilizar a la opinión pública sobre los problemas de la infancia (con frecuencia recibía en el Kremlin a delegaciones de jóvenes cuando su marido no podía estar presente).

## Enfermedad y fallecimiento

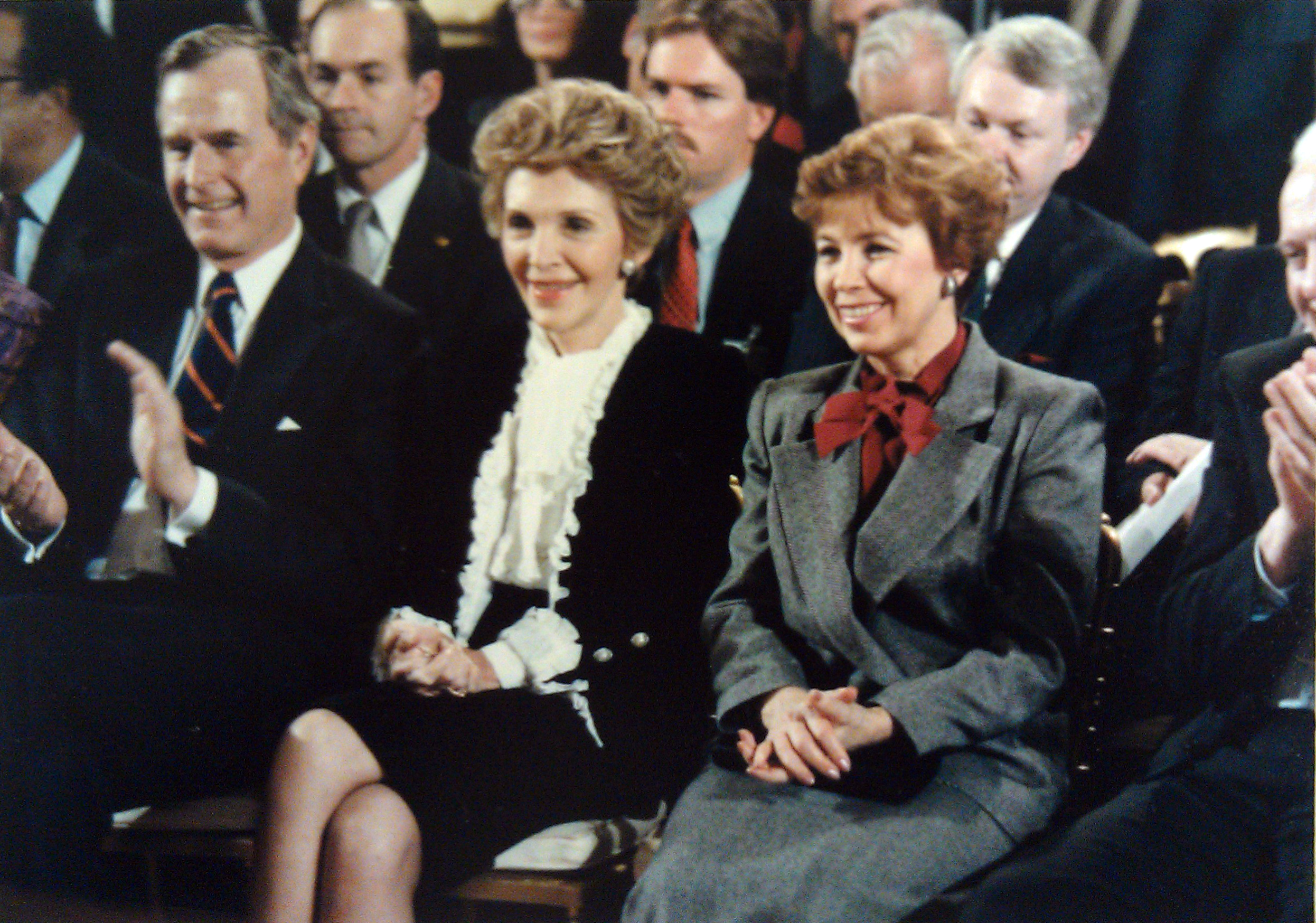
George H.W. Bush, Nancy Reagan y Raisa Gorbachova asisten a la cumbre entre Estados Unidos y la Unión Soviética en Washington D. C., 1987.

Gorbachova sufrió un derrame cerebral en octubre de 1993.
En julio de 1999, el Instituto de Hematología de la Academia Rusa de Ciencias Médicas le diagnosticó leucemia. Poco después, viajó con su marido y su hija a Münster (Alemania) para recibir tratamiento en la clínica médica del Hospital Universitario de Münster. Recibió tratamiento durante dos meses bajo la supervisión del destacado hematólogo Thomas Büchner. Falleció el 20 de septiembre a los 67 años. Fue enterrada en el cementerio Novodevichy de Moscú, su esposo que la sobrevivió 23 años, está enterrado a su lado.
Tenía dos nietas, Kseniya y Anastasiya, de su hija Irina y su esposo, Anatoly Virgansky. Ambos esposos son doctores médicos y trabajan en Moscú.

## Legado
En 2006, su familia creó la Fundación Raisa Gorbachova, que recauda fondos para ayudar a los enfermos de cáncer infantil.
En 2007 se inauguró el Instituto Raisa Gorbachova de Hematología Pediátrica y Trasplantología en la Primera Universidad Médica Estatal Pavlov de San Petersburgo.

## Libros
- Gorbachyova, Raisa Maksimovna (1991). Ya nadejus'... (en ruso). Kniga. ISBN 5-21200324-5.
- Moroz, B. D. (2000). Raisa. Vospominaniya, dnevniki, interview, statyi, telegrammy (en ruso). Moscow: Vagrius Petro-News. ISBN 5-26400432-3.